# Cloche japonaise de la paix
 (septembre 2016).

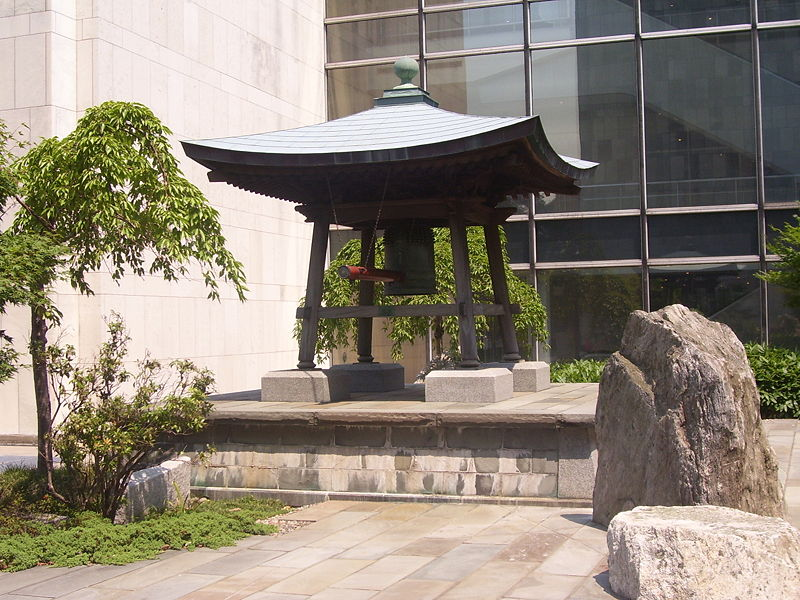
La cloche japonaise de la paix.

La cloche japonaise de la paix (anglais : Japanese Peace Bell, japonais : 日本の平和の鐘) ou simplement cloche de la paix (平和の鐘, heiwa no kane) est une cloche traditionnelle que le Japon a offerte comme symbole de paix en 1954 aux Nations unies, alors que le pays ne faisait pas encore partie des États membres de l'organisation. Elle est aujourd'hui située devant le siège des Nations unies à New York.

## Localisation
La cloche est située à New York, au croisement de la 42e Rue et de la 1re Avenue, à l'intérieur de l'espace territorial de l'ONU.

## Histoire

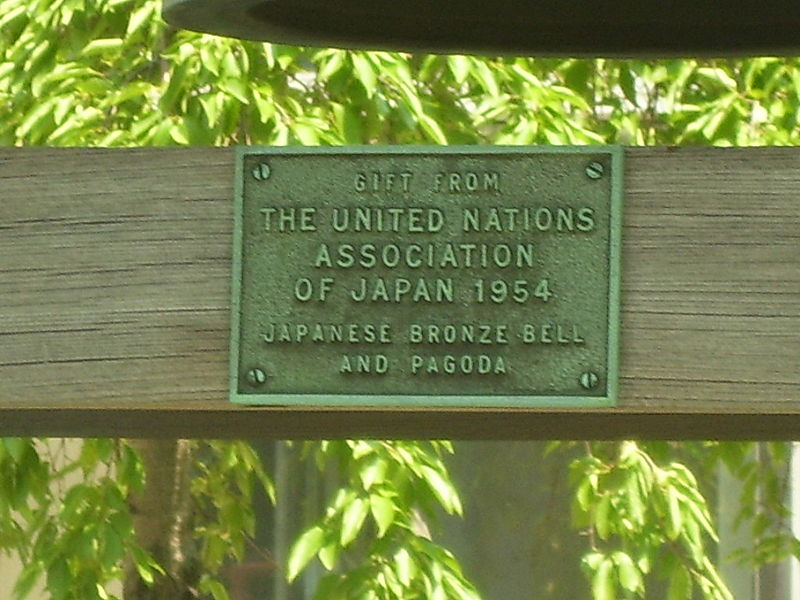
Plaque commémorative sur la structure en bois à laquelle la cloche est suspendue : Gift from the United Nations Association of Japan 1954, Japanese bronze bell and pagoda.

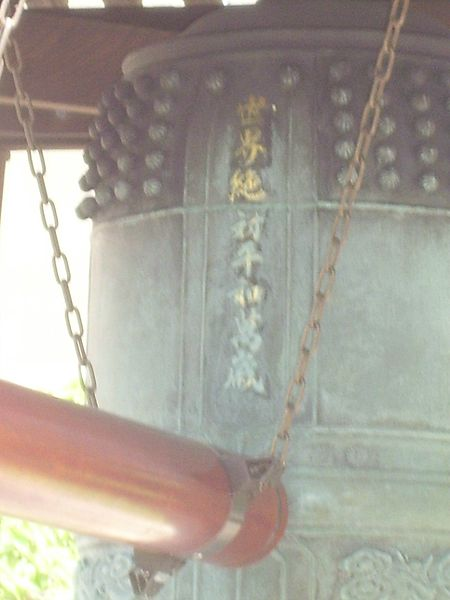
Inscription en japonais sur un côté de la cloche.

L'usine Tada au Japon a terminé la cloche, fondue par Chiyoji Nakagawa (ja), le 24 octobre 1952, lors de la Journée des Nations unies. La cloche est allée brièvement à Osaka, dans le cadre de l'Expo '70 organisée dans cette ville, avant d'être transférée à son emplacement actuel.
La cloche a été offerte officiellement le 8 juin 1954 comme cadeau du peuple japonais, alors que le Japon n'avait pas encore été admis officiellement parmi les États membres des Nations unies, et présentée par l'Association japonaise pour les Nations unies.
C'est Renzo Sawada, observateur japonais aux Nations unies, qui a offert la cloche en expliquant qu'elle incarnait l'aspiration à la paix non seulement des Japonais mais de tous les peuples du monde. Elle symbolise donc l'universalité de l'ONU.

## Description

### Structure
La cloche est abritée dans une structure de bois de cyprès japonais qui évoque un sanctuaire shintoïste traditionnel et qui repose tout entière sur une base de pierre donnée par Israël.

### Cloche
Son poids est de 116 kg, sa hauteur de 1 mètre et son diamètre à la base de 60 cm ; le métal dont elle est fondue vient de pièces de monnaie offertes par les délégués de soixante nations ayant participé à la 13e Conférence générale des Associations des Nations unies, qui a eu lieu à Paris en 1951. Ce sont des enfants qui ont recueilli ces pièces.
Sur un côté de la cloche une inscription en caractères japonais proclame : « Que vive une paix absolue dans le monde » (世界絶対平和萬歳, sekai zettai heiwa banzai,).

### Accessoires
Un marteau en bois a été offert à l'Organisation des Nations unies en 1977. Une corde pour la cloche, bénie par les 
prêtres shintoïstes, a également été offerte à l'Organisation des Nations unies à l'occasion de la Journée de la Terre du 20 mars 1990.

## Usage
Traditionnellement, la cloche sonne deux fois par an. On la fait tinter au début du printemps, le jour de l'équinoxe, lors de la cérémonie annuelle de la Journée de la Terre ; et le 21 septembre pour le jour où s'ouvre la session annuelle de l'Assemblée générale des Nations unies (jour qui correspond également depuis 2002 à la Journée internationale de la paix fixée par l'ONU).
On a fait tinter la cloche le 4 octobre 1966 pour la fête de saint François qui a marqué le premier anniversaire de la visite officielle du pape Paul VI à l'Organisation des Nations unies.

## Commémorations

### Anniversaire
En 1994, une cérémonie spéciale a marqué le quarantième anniversaire de la Cloche japonaise de la paix. À cette occasion, le Secrétaire général, Boutros Boutros-Ghali, a rappelé que :

« Chaque fois qu'elle a sonné, cette Cloche japonaise de la paix a envoyé un message clair, adressé à toute l'humanité. La paix est précieuse mais la désirer simplement ne suffit pas. Elle exige du travail – un travail long, pénible et difficile. »

### Philatélie
Un timbre représentant la Cloche japonaise de la paix, conçu par Ole Hamann du Danemark, a été émis le 13 mars 1970 par l'Administration postale des Nations unies, quatrième timbre dans la série Art at the United Nations. Le timbre était imprimé par les services d'impression du Gouvernement de Tokyo.

## Cloche japonaise de la paix à Vienne
Une deuxième Cloche japonaise de la paix a été donnée en 1995 au Vienna International Centre où siège l'office des Nations unies à Vienne ; elle sonne elle aussi à l'occasion de l'équinoxe du printemps.

## Sources
- (en) Cet article est partiellement ou en totalité issu de l’article de Wikipédia en anglais intitulé « Japanese Peace Bell » (voir la liste des auteurs).